# Musée Paul-Belmondo
Pour les articles homonymes, voir Paul Belmondo et Belmondo.
Le musée Paul-Belmondo est un musée de Boulogne-Billancourt aménagé dans le château de Buchillot, consacré à l'œuvre du sculpteur Paul Belmondo et à la sculpture figurative du XXe siècle, qui a ouvert ses portes au public à l'occasion des Journées européennes du patrimoine, le 18 septembre 2010.

## Origine
Jean-Paul Belmondo, son frère Alain et sa sœur Muriel ont fait donation en mars 2007 à la ville de Boulogne-Billancourt de l'ensemble des œuvres de leur père qu'ils possédaient, soit 259 sculptures, 444 médailles et presque 900 dessins ainsi que des carnets de croquis et des travaux préparatoires. L'ensemble est exposé sur 1 000 mètres carrés dans un musée nouvellement créé dans le château Buchillot, une ancienne folie du XVIIIe siècle, remaniée au XIXe siècle par son propriétaire James de Rothschild et qui avait fait partie du domaine du château Rothschild. Ce bâtiment propriété de la ville, classé monument historique mais qui n’était plus qu’une coquille vide, fut extérieurement restauré et intérieurement réaménagé de façon contemporaine à partir de 2007 pour une somme de plus de 2,7 millions d’euros (le corps principal et les deux ailes réhabilitées). Le musée devait d'abord être ouvert au public fin 2008, mais en mai 2008, l'ouverture est repoussée et prévue pour fin 2009, début 2010, le musée sera finalement ouvert en septembre 2010.
Emmanuel Bréon, l'un des meilleurs connaisseurs de l'œuvre du sculpteur et ancien conservateur du musée des Années Trente de Boulogne-Billancourt, est à l'origine de l'implantation du musée dans la ville que souhaitait voir réaliser Jean-Paul Belmondo depuis plusieurs années. Les œuvres avaient été provisoirement stockées dans les réserves du musée des Années Trente.

## Description
Imaginé par les architectes Karine Chartier et Thomas Corbasson, le musée est aménagé dans un décor contemporain à base de laques noire et blanche. Le visiteur est accueilli par la célèbre Jeune fille en marche. L'atelier du sculpteur a été reconstitué afin de permettre d'appréhender l'univers de Paul Belmondo. Le visiteur peut toucher des sculptures (visites tactiles pour les non-voyants), épreuves en résine de bustes qui s'intègrent dans des niches d'exposition au mur, des fenêtres et double hauteurs, des couloirs surélevés, des failles au plafond principalement dans des espaces blancs et épurés.

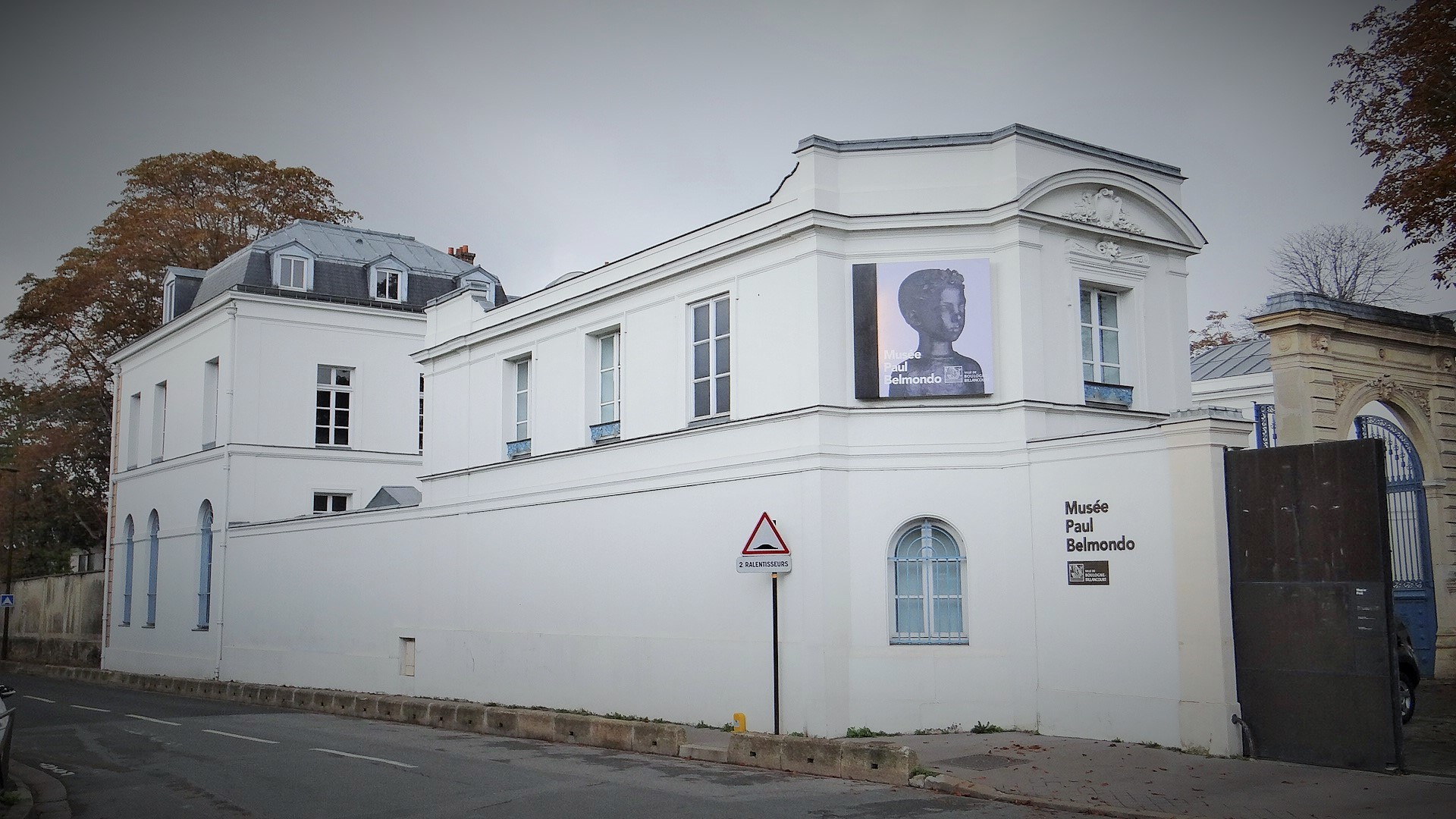
Entrée du musée et château de Buchillot en arrière-plan.
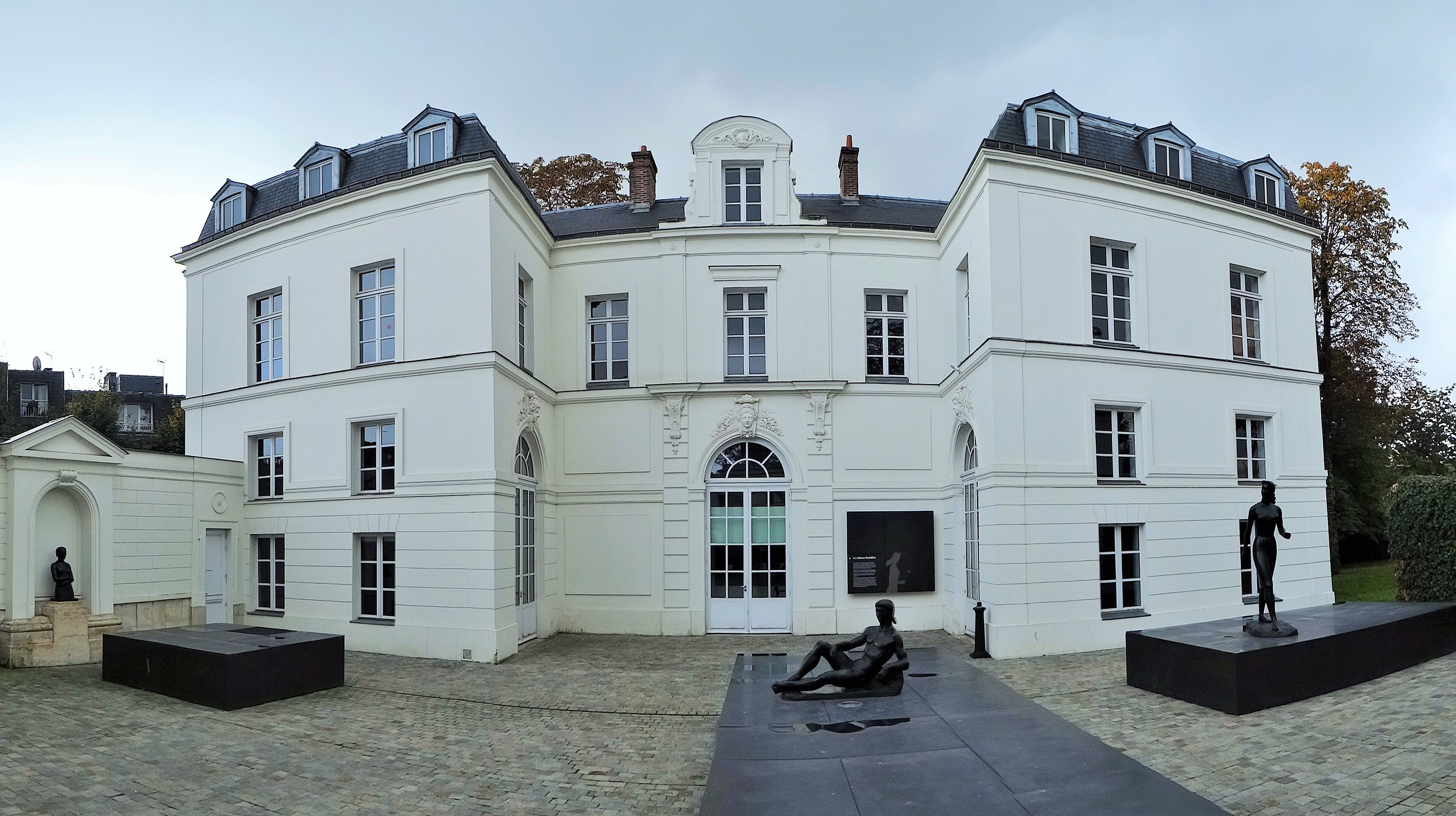
Château de Buchillot, côté cour.
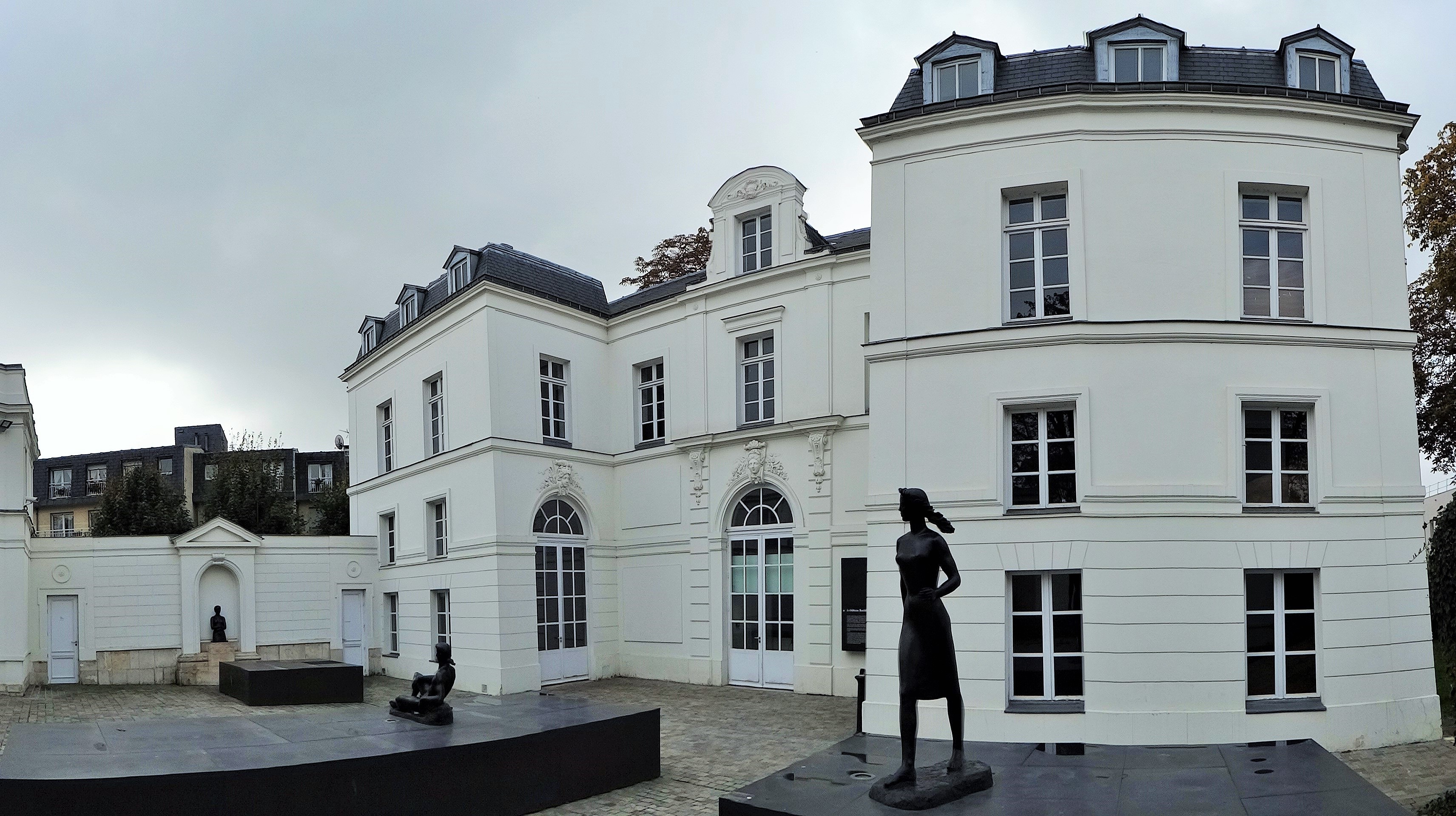
Château de Buchillot, côté cour.
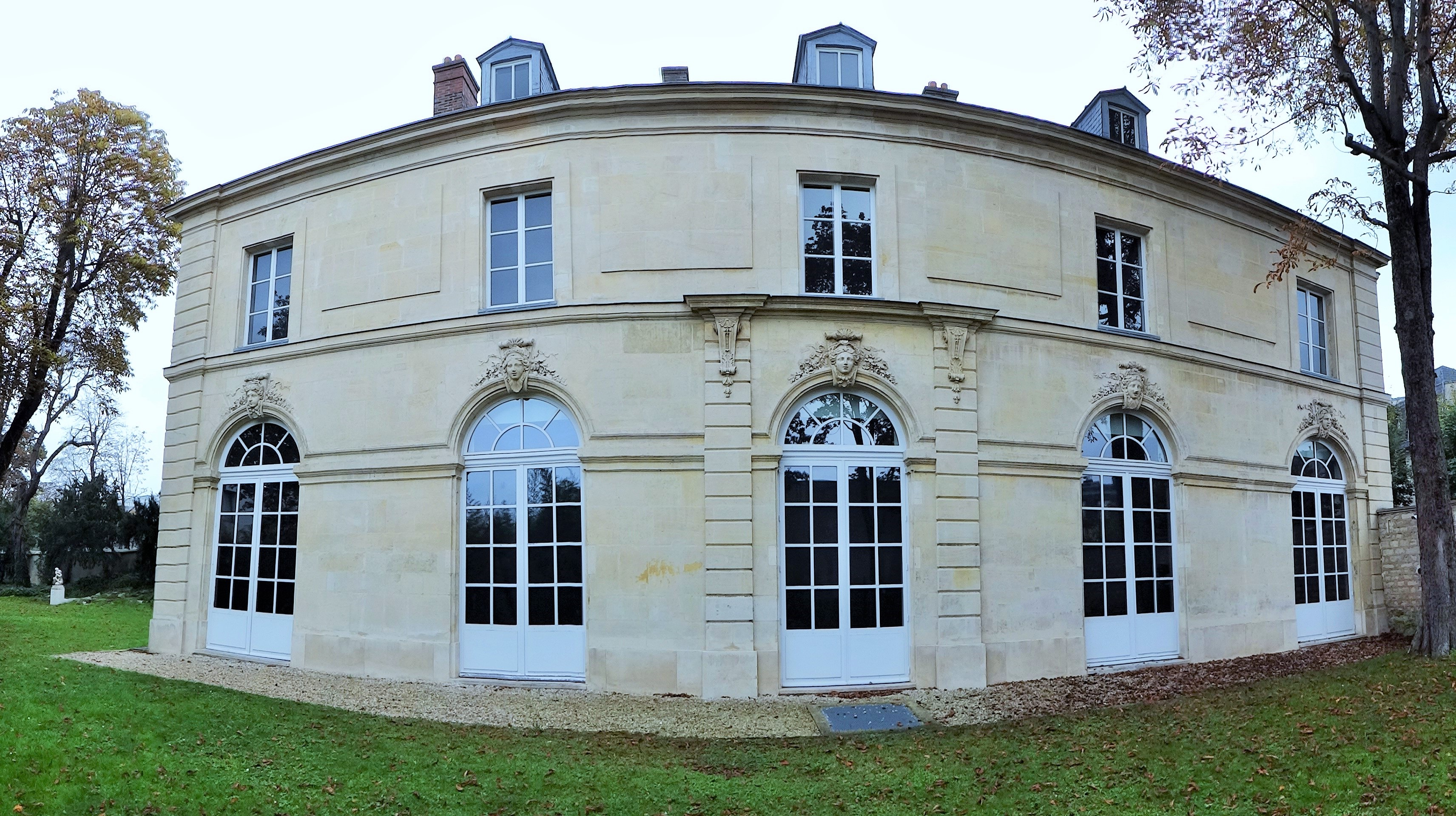
Château de Buchillot, côté jardin.

## Expositions temporaires
- Philippe Desloubières - Germinations, sculptures, mai-novembre 2018[10].